# Leichtathletik-Europameisterschaften 1998/10 km Gehen der Frauen

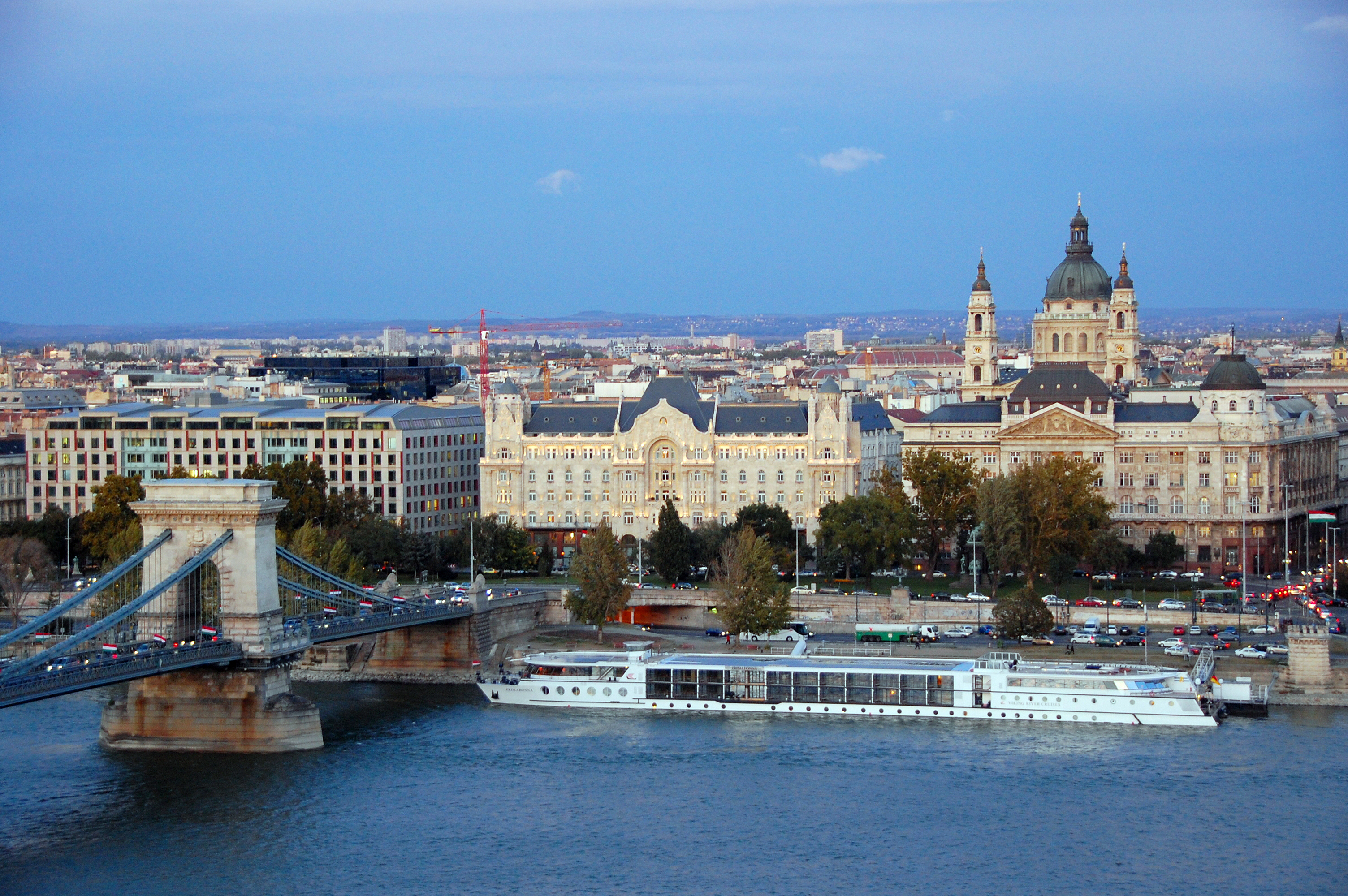
Blick auf Anleger Budapest im Jahr 1998

Das 10-km-Gehen der Frauen bei den Leichtathletik-Europameisterschaften 1998 wurde am 20. August 1998 in den Straßen der ungarischen Hauptstadt Budapest ausgetragen.
In diesem Wettbewerb gab es einen italienischen Doppelsieg. Europameisterin wurde die amtierende Weltmeisterin und EM-Zweite von 1994 Annarita Sidoti. Sie gewann vor der Vizeweltmeisterin von 1995 Erica Alfridi. Bronze ging an die Portugiesin Susana Feitor.

## Rekorde / Bestleistungen
Anmerkung:

Rekorde wurden damals im Marathonlauf und Straßengehen wegen der unterschiedlichen Streckenbeschaffenheiten mit Ausnahme von Meisterschaftsrekorden nicht geführt.

### Bestehende Rekorde / Bestleistungen
| Weltbestzeit         | 41:04 min | Jelena Nikolajewa | Sotschi, Russland     | 20. April 1996 |
| Europabestzeit       | 41:04 min | Jelena Nikolajewa | Sotschi, Russland     | 20. April 1996 |
| Meisterschaftsrekord | 42:37 min | Sari Essayah      | EM Helsinki, Finnland | 9. August 1994 |

Der bestehende EM-Rekord wurde bei diesen Europameisterschaften nicht erreicht. Mit ihrer Siegzeit von 42:49 min blieb die italienische Europameisterin Annarita Sidoti zwölf Sekunden über dem Rekord. Zum Welt- und Europarekord fehlten ihr 1:45 min.

### Bestleistungsverbesserungen
Im Wettbewerb am 20. August wurden drei neue nationale Bestleistungen aufgestellt:
- 42:55 min – Susana Feitor, Portugal
- 43:02 min – María Vasco, Spanien
- 43:49 min – Kjersti Plätzer, Norwegen

## Durchführung
Hier gab es keine Vorrunde, alle 31 Geherinnen traten gemeinsam zum Finale an.

## Legende
Kurze Übersicht zur Bedeutung der Symbolik – so üblicherweise auch in sonstigen Veröffentlichungen verwendet:
| NBL | Nationale Bestleistung                   |
| DNF | Wettkampf nicht beendet (did not finish) |
| DSQ | disqualifiziert                          |

## Ergebnis
20. August 1998
| Platz | Name                  | Nation         | Zeit (min) |
| ----- | --------------------- | -------------- | ---------- |
| 1     | Annarita Sidoti       | Italien        | 42:49      |
| 2     | Erica Alfridi         | Italien        | 42:54      |
| 3     | Susana Feitor         | Portugal       | 42:55 NBL  |
| 4     | Maria Urbanik         | Ungarn         | 42:59      |
| 5     | María Vasco           | Spanien        | 43:02 NBL  |
| 6     | Katarzyna Radtke      | Polen          | 43:09      |
| 7     | Nadeschda Rjaschkina  | Russland       | 43:37      |
| 8     | Wolha Kardapolzawa    | Belarus        | 43:38      |
| 9     | Kjersti Plätzer       | Norwegen       | 43:49 NBL  |
| 10    | Natallja Misjulja     | Belarus        | 43:55      |
| 11    | Elisabetta Perrone    | Italien        | 44:04      |
| 12    | Claudia Iovan         | Rumänien       | 44:10      |
| 13    | Tatyana Ragozina      | Ukraine        | 44:17      |
| 14    | Ildikó Ilyés          | Ungarn         | 44:52      |
| 15    | Waljanzina Zybulskaja | Belarus        | 45:22      |
| 16    | Celia Marcén          | Spanien        | 45:34      |
| 17    | Nora Leksir           | Frankreich     | 45:38      |
| 18    | Lisa Kehler           | Großbritannien | 45:42      |
| 19    | Jolanta Dukure        | Lettland       | 45:51      |
| 20    | Denise Friedenberger  | Deutschland    | 46:18      |
| 21    | Sonata Milušauskaitė  | Litauen        | 46:32      |
| 22    | Olga Panfjorowa       | Russland       | 47:20      |
| 23    | Gillian O’Sullivan    | Irland         | 48:24      |
| 24    | Hanne Liland          | Norwegen       | 48:57      |
| DNF   | Melanie Seeger        | Deutschland    |            |
| DNF   | Encarna Granados      | Spanien        |            |
| DNF   | Anita Liepiņa         | Lettland       |            |
| DSQ   | Vera Nascharkina      | Russland       |            |
| DSQ   | Kathrin Boyde         | Deutschland    |            |
| DSQ   | Anikó Szebenszky      | Ungarn         |            |
| DSQ   | Norica Câmpean        | Rumänien       |            |

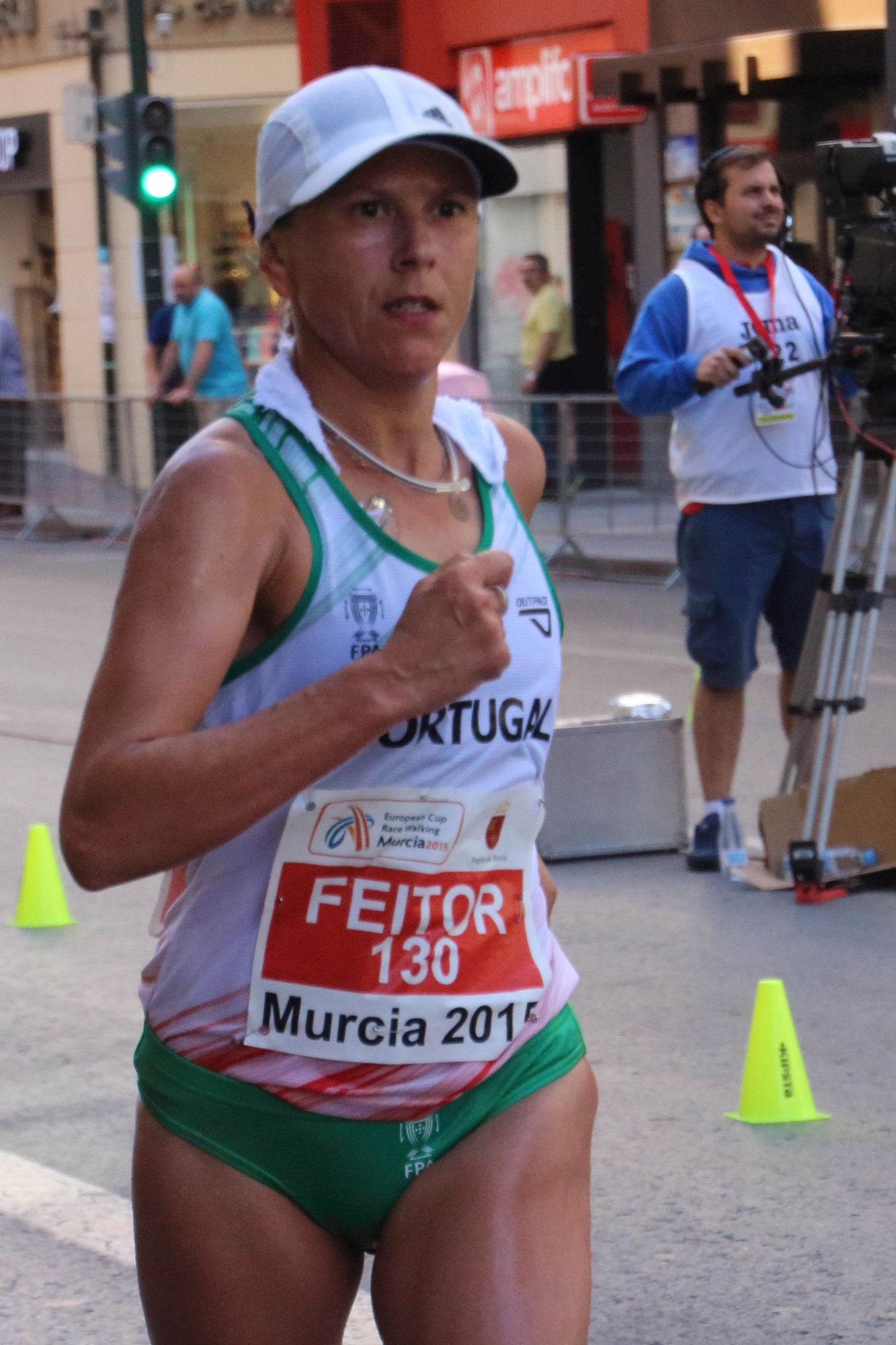
Bronzemedaillengewinnerin Susana Feitor

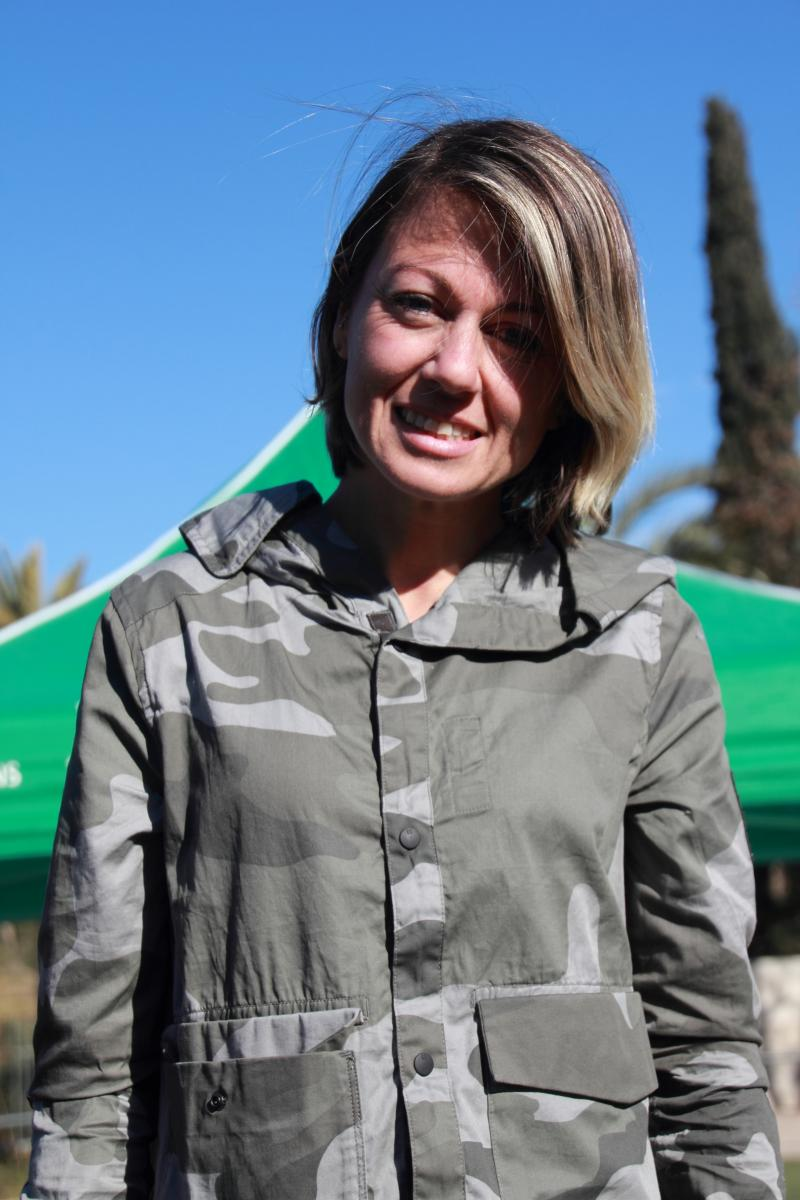
María Vasco erreichte Platz fünf
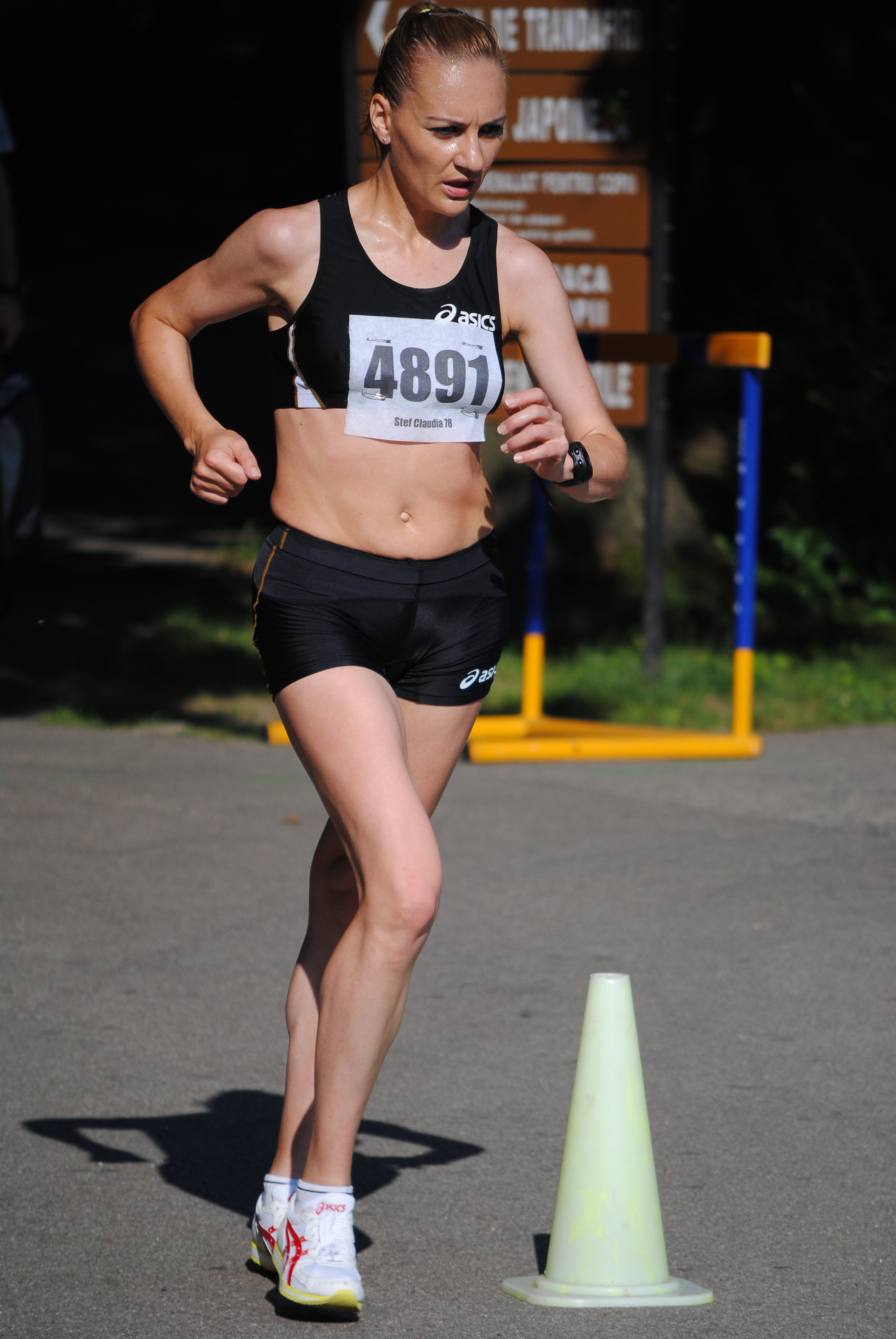
Claudia Iovan kam auf den zwölften Platz
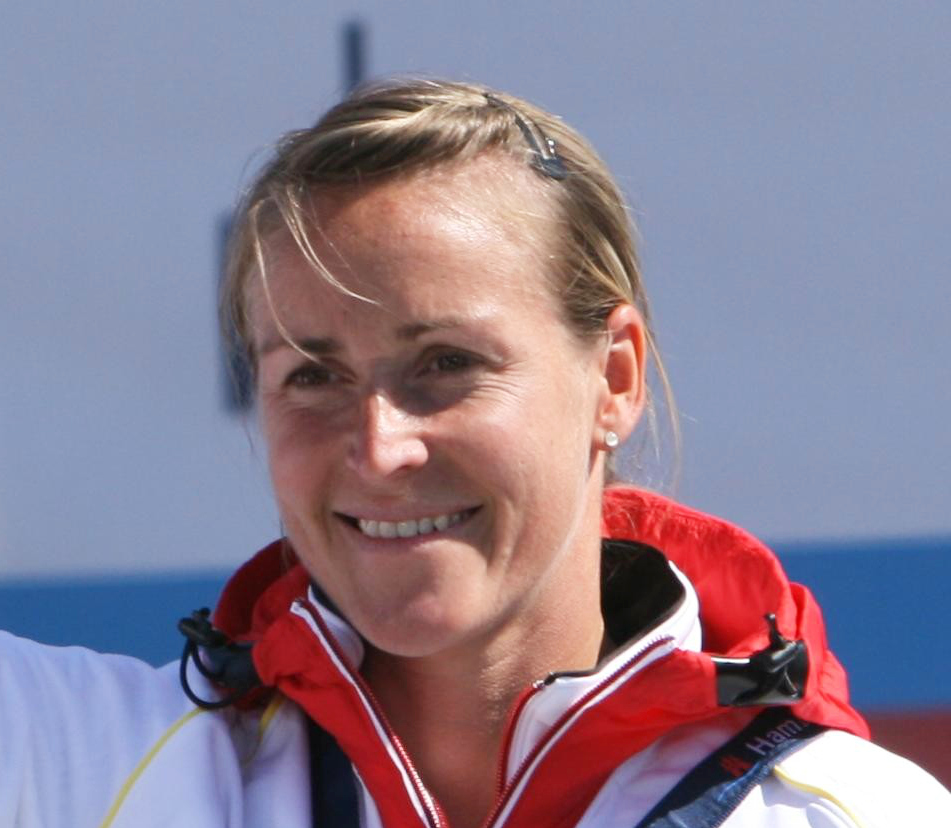
Melanie Seeger kam bei diesem Wettkampf nicht ins Ziel
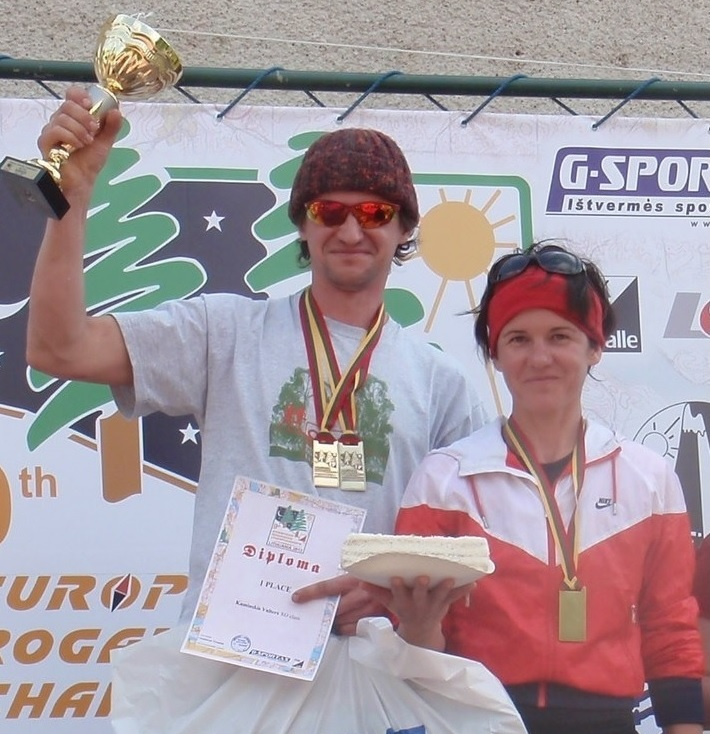
Anita Liepiņa gab den Wettkampf auf

## Videolink
- Atletica Europei Budapest 1998 Marcia 10 km Sidoti, youtube.com, abgerufen am 14. Januar 2023